# Arthur Maling
Arthur Gordon Maling (Chicago, 11 giugno 1923 – Chicago, 24 ottobre 2013) è stato uno scrittore statunitense specializzato in narrativa gialla.

## Biografia
Nato a Chicago l'11 giugno 1923, dopo gli studi alla Francis W. Parker School ottiene un B.A. all'Università di Harvard nel 1944 e durante la seconda guerra mondiale presta servizio con il grado di alfiere nella United States Navy.
Dal 1945 al 1946 è corrispondente per il San Diego Journal e dal 1946 lavora come manager esecutivo per la catena Maling Brothers specializzata nella vendita al dettaglio di scarpe.
A partire dal suo esordio nel 1969 con il romanzo Decoy, pubblica una quindicina di gialli (di cui solo un paio tradotti in italiano) vincendo nel 1980 il Premio Edgar per il miglior romanzo con La via del Rheingold.
Muore a 90 anni il 24 ottobre 2013 nella sua città natale.

## Opere principali

### Serie Brock Potter
- Ripoff (1976)
- Schroeder's Game (1977)
- Lucky Devil (1978)
- Koberg Link (1979)
- A Taste of Treason (1983)

### Altri romanzi
- Decoy (1969)
- Go-Between (conosciuto anche come Lambert's Son) (1970)
- Rebus a chiave doppia (Loophole, 1971), Milano, Il Giallo Mondadori N. 1252, 1973
- The Snowman (1973)
- Dingdong (1974)
- Bent Man (1975)
- Mystery Writer's Choice (1978)
- La via del Rheingold (The Rheingold Route, 1979), Milano, Il Giallo Mondadori N. 1672, 1981
- From Thunder Bay (1981)
- Lover and Thief (1988)

## Riconoscimenti
- Premio Edgar per il miglior romanzo: 1980 per La via del Rheingold